# 大久保武雄
大久保 武雄（おおくぼ たけお、1903年11月24日 - 1996年10月14日）は、日本の政治家。労働大臣（第36代）、衆議院議員（7期）。俳人でもあり、俳号は大久保 橙青（おおくぼ とうせい）で、息子も俳人の大久保白村。

## 来歴・人物
1903年、熊本城下西通町にある醤油屋の三男坊として生まれる。祖先の大久保八左衛門宗雅は、長水と号し近郊では有名な蕉門の俳人であった。
1928年、東京帝国大学法学部政治学科を卒業。在学中は、五高時代から親しんだ野球の主力として全国高等専門学校野球大会優勝を果たしている。逓信省に入省すると、先輩の富安風生の紹介で、東大俳句会に入り高浜虚子に師事。郷土熊本が橙の産地であることから橙の字を使い、俳号を橙青とつける。1930年、息子の泰治（俳人、大久保白村）誕生。1931年（昭和6年）、「枯草を 飛び移りゆく 小蜘蛛かな」が橙青の句として『ホトトギス』に初めて掲載される。その年、奈良の郵便局長に就任。
1939年4月、航空局の国際課長だった大久保は、海軍次官山本五十六から陸上攻撃機を借り受け、日本政府代表としてイランへの親善飛行を行い、イラン皇太子モハンマド・レザー・パフラヴィーの結婚式に出席。1941年（昭和16年）、第二次世界大戦の直前にポルトガル領ティモールとの航空交渉のため、日本政府代表として同地に飛んだ。
1945年8月5日、広島市に運輸通信省海運局中国海運局長として赴任。翌6日、宇品の陸軍船舶司令部との交渉のために、広島を7時に発つ。それからわずか1時間15分後の8時15分、広島に原爆が投下された。中国海運局があった福屋八丁堀本店ビルは、爆心地からおよそ710メートルの距離にあり、建物は骨組みと外郭を残して全焼し、中国海運局の職員19名が死亡した。間一髪で原爆を逃れた大久保は、その後毎日爆心地にある警備本部に通っていたため二次被爆。原爆死没者名簿にも登録されている。
1948年5月、戦中戦後の国内外の諸問題を解決した手腕を認められて、運輸省の外局として海上保安庁設立と同時に初代長官を拝命。庁旗を大久保が同本庁に掲揚し訓示を行った、5月12日を開庁記念日としその後海上保安の日として制定されている。
1950年3月、昭和天皇が四国巡幸のため船で瀬戸内海を渡ることになった際には、海上保安庁掃海隊の総力をあげた突貫作業の末、巡幸までに無事に機雷の掃海を完了した。
1950年、朝鮮戦争が始まると、10月2日にアメリカ海軍極東司令部参謀副長アーレイ・バークに呼ばれ､ ｢掃海艇を残らず対馬海峡地域に集合させて元山沖の機雷掃海を援助し､ 仁川の敷設機雷の後始末を支援するよう｣に要請された。首相吉田茂の承認の下、日本占領にあたっていた連合国軍の指示に従い、10月16日に海上保安庁は日本特別掃海隊を編成。戦地での掃海活動は戦争行為を構成する作戦行動であり、さらに国会承認もなしに掃海艇を派遣していた事実が明るみに出ると、憲法上の兼ね合いから当時の国会において問題となった。
1951年5月、政界入りのため海上保安庁長官の職を辞任。この際、師である高浜虚子より「功成りて二日の後の別れ霜」の句を頂戴した。1952年（昭和27年）の第25回衆議院議員総選挙では、全国一の激戦地熊本1区から立候補したが最下位当選の坂本泰良が34,187票、大久保が33,272票と900票余りの僅差で落選。1953年の第26回衆議院議員総選挙には、各党の公認を断わり無所属で立候補、初当選を果した。のち自由民主党に所属。
1961年、大野伴睦らと自民党平河句会を結成。1962年（昭和37年）には、ブーゲンビル島遺骨収集団派遣に尽力。
1974年、田中角栄に手を握られ「一番骨の折れる大臣をやって下さい」と懇願され、第2次田中角栄内閣第2次改造で労働大臣に就任。しかし、この内閣は田中金脈問題で改造して15日後に解散を表明し28日後に総辞職。大久保はその後再入閣することがなかったため、わずか29日間しか閣僚を経験することがなかった。海洋議員連盟を創立し、ワシントンで開かれた第一回日米海洋会議に出席。1975年、国際海洋法の成立・海洋の安全と防衛等の民間組織を作るため、日本海洋協会を発足。
1976年12月5日、第34回衆議院議員総選挙では熊本1区から8選を目指すも、自民党から藤田義光、松野頼三、野田毅も立ち高齢であったこともあり、次点で落選する。 
1977年、政界を引退を表明し、春の叙勲で勲一等瑞宝章受章。この栄光は私一人のものではないと朝鮮戦争に参加した機雷掃海隊のことを思い「春惜しむ 慶びごとに 召されても」の句を詠む。海上保安協会の会長に就任、同時に熊本工業専門学校の初代校長、開新学園の理事長に就任。そして1978年9月、触雷し犠牲となって亡くなった若き掃海隊員のことを思い、歴史に事実を残さなければと、初代海上保安庁長官として朝鮮戦争に日本の掃海艇を出動させた当時のことを綴った『海鳴りの日々 かくされた戦後史の断層』を執筆、海洋問題研究会より出版。同書が発表されたことで、NHKは『日本特別掃海隊朝鮮戦争秘史』として特集を組んで数回放映した。
1984年9月、回想録『霧笛鳴り止まず』が出版。1987年（昭和62年）4月、日本伝統俳句協会の創立に尽力、副会長に就任。
1996年10月14日、パーキンソン病に肺炎を併発して東京都品川区の昭和大学病院で死去、92歳。死没日をもって正五位から従三位に叙される。

## 年譜
- 熊本県熊本市出身。
- 広島中学、鎮西中学を経て、熊本中学、第五高等学校、東京帝国大学卒業
- 1939年（昭和14年）9月 - 逓信省航空局国際課長
- 1948年（昭和23年）3月20日 - 運輸省不法入国船舶監視本部長[3]
- 1948年（昭和23年）5月1日 - 海上保安庁長官
- 1952年（昭和27年） - 第25回衆議院議員総選挙熊本1区落選（無所属）
- 1953年（昭和28年） - 第26回衆議院議員総選挙熊本1区初当選（無所属）
- 1954年（昭和29年）6月 - 衆議院内閣委員会委員
- 1955年（昭和30年） - 第27回衆議院議員総選挙熊本1区落選（自由党）
- 1958年（昭和33年） - 第28回衆議院議員総選挙熊本1区当選
- 1960年（昭和35年）
  - 11月 - 第29回衆議院議員総選挙熊本1区当選
  - 12月 - 第2次池田内閣大蔵政務次官
- 1963年（昭和38年） - 第30回衆議院議員総選挙熊本1区当選
- 1964年（昭和39年）
  - 6月 - 衆議院災害対策特別委員会凍霜及び長雨等による災害対策小委員会委員
  - 7月 - 第3次池田内閣運輸政務次官
  - 11月 - 第1次佐藤内閣運輸政務次官
- 1967年（昭和42年） - 第31回衆議院議員総選挙熊本1区当選
- 1969年（昭和44年）12月 - 第32回衆議院議員総選挙熊本1区当選
- 1972年（昭和47年） - 第33回衆議院議員総選挙熊本1区当選
- 1974年（昭和49年）11月 - 第2次田中角栄第2次改造内閣労働大臣
- 1976年（昭和51年） - 第34回衆議院議員総選挙熊本1区落選
- 1996年（平成8年）10月14日 - 死去。

## 著書
- 『國際航空の話』 平凡社 1940年
- 『火山 橙青 大久保武雄』 平和の海協会 1953年
- 『原爆の証言』こゑ〈第45号〉 憲法研究会 1970年
- 『海鳴りの日々 かくされた戦後史の断層』 海洋問題研究会 1978年
- 『霧笛鳴りやまず 橙青回想録』 海洋問題研究会 1984年
- 『大久保武雄 橙青日記』全4巻、北溟社 2011-2014年。昭和50・60年代の日記

## 句碑
- 「汽笛吹けば 霧笛答える 別れかな」 観音埼灯台
- 「龍飛崎 鷹を放って 峙てり」 龍飛埼灯台
- 「雨強き 室戸の春を 惜しみけり」 室戸岬灯台
- 「鷹舞うて 阿蘇を遮る ものもなく」 大観峰
- 「下りて来し 麓の花は すでに散り」 阿蘇国立公園
- 「南風や するする揚る 長官旗」 海上保安大学校
- 「風花の舞 添へくれし傘 寿の賀」 別府大野茶園